# Bremer Freiheit (Oper)
Bremer Freiheit ist eine Kammeroper der rumänisch-deutschen Komponistin Adriana Hölszky (geb. 1953) nach dem gleichnamigen Bühnen-Drama Rainer Werner Fassbinders (1945–1982). Sie entstand anlässlich der von Hans Werner Henze 1988 begründeten Münchener Biennale für Neues Musiktheater und ist ihm gewidmet. Die Handlung fußt auf einem wahren Kapitel Bremer Kriminalgeschichte des 19. Jahrhunderts um die Serienmörderin Gesche Gottfried, die innerhalb von 14 Jahren 15 Menschen – Familie und Freunde – vergiftete.
Die Uraufführung der Oper machte Adriana Hölszky „mit einem Schlag international berühmt“.

## Entstehung
1971 wurde Rainer Werner Fassbinders Bühnen-Drama Bremer Freiheit uraufgeführt, 1972 verfilmt.
Adriana Hölszky vertonte 1987 (Fassbinder war 5 Jahre zuvor verstorben) das Auftragswerk als „Singwerk auf ein Frauenleben“ für die 1. Münchener Biennale 1988. Das Libretto nach Fassbinders Drama richtete der Dramaturg des Deutschen Schauspielhauses Hamburg, Thomas Körner ein.
„Der Ausgangspunkt von ‚Bremer Freiheit‘ ist die authentische, im Bremen des 19. Jahrhunderts passierte Fallgeschichte der Gesche Gottfried, einer Frau, die zur Mörderin wird, indem sie, um ‚Ordnung‘ zu schaffen und sich zu ‚befreien‘, die Menschen ihrer Umgebung der Reihe nach vergiftet. Dieser Stoff wurde von R. W. Fassbinder in seinem Trauerspiel ‚Bremer Freiheit‘ dramatisiert.“
Fassbinder ging es ausschließlich um die Frage nach den Beweggründen Geesche Gottfrieds, ihre engsten Bezugspersonen umzubringen, während der Bremer Prozess und ihre Enthauptung 1831 auf dem Bremer Domberg vor 30-tausend Zuschauern – nach dreijähriger Haft und Verhör – keinerlei Rolle in seinem Bühnenwerk spielen. Indem er in seinem Bürgerlichen Trauerspiel Geesche Gottfrieds vergeblichen „Anspruch auf Liebe und Glück in den Mittelpunkt rückt“, ging er konform mit der „zweiten“ Frauenbewegung seiner Zeit. Sie konnte „ihren Emanzipationsanspruch und ihre Utopie nicht formulieren. Es war, im Sinne von Fassbinders Opern-Theorie, eine gute Idee, aus der Geschichte der Giftmörderin eine Oper zu entwickeln.“ Über seine Vorstellung von einer eigenen Oper hatte Fassbinder 1976 theoretisiert

„[…] dass eine Oper erst da anfangen kann, wo Menschen keine Möglichkeit mehr zu sprechen haben, wo ihre Gefühle so übermächtig werden, dass sie einfach nur noch singen können.“

## Musik
Vor der Uraufführung Hölszkys’ Oper Bremer Freiheit in München formulierte der Festivalleiter und Avantgardist Hans Werner Henze seine Eindrücke von der Musik Hölszkys: „Der Hörer wird provoziert, gestört, es wird ihm auf die Nerven gegangen, an die Nieren. Es gibt Tiefschläge und Schienbeintritte. Es tut weh, doch ist es herrlich konsequent und rigoros gegen die überlieferten Vorstellungen von Gut und Böse gerichtet. […] und ich wünsche mir […], daß es der Komponistin gelingt, mittels ihrer Musik unsere Sympathien allesamt auf die Seite der Mörderin zu lenken […].“
Im Gegensatz zum feministischen Deutungsansatz Fassbinders ging es Adriana Hölszky in ihrer Musik nicht um die psychologische Durchleuchtung der Menschen auf der Bühne, sondern um die klangliche Beschwörung ihrer existenziellen Befindlichkeiten. Nach der Musikwissenschaftlerin Beatrix Borchard lag feministisches Denken Adriana Hölszky fern.

„Sie hat weder ein Sozialdrama noch eine psychologische Studie geschrieben. Die Art und Weise, wie sie den Stoff behandelt, ist keine Apotheose auf die Befreiung einer Frau, die ja auch letztlich keine ist.“

### Partitur
Die schwere, große, in festen gelben Karton gebundene Partitur von 280 Seiten hat die Maße von 77 cm Höhe und 35,5 cm Breite;
Verlagsbezeichnung: AVB 6287, Astoria Verlag (Berlin 1988).
Zu Beginn stehen 5 Seiten „Anweisungen“, welche die Seitenhöhe fast bis zum Rand ausfüllen. Dabei werden die Mitwirkenden, die Instrumente und die Geräuschinstrumente aufgezählt sowie die grafischen Zeichen mit ihren Bedeutungen für Stimme bzw. Geräuschinstrument:
- Personen (11 und eine Altstimme)
- Besetzung des Instrumentalensembles („Orchester“ = 15 Spieler)
- Die Instrumente des Vokal-Ensembles (mit je zusätzlich bis zu 20 Geräuschinstrumenten)
- Die für die Bühne nötigen Instrumente
- Anweisungen für die Stimmen (über 70 grafische Zeichen)
- Anweisungen für die Streicher (rund 70 grafische Zeichen)
- Anweisungen für die Bläser (rund 70 grafische Zeichen)

### Die Dimension des Schrecklichen
Angesichts des Neuen Musiktheaters im 20. Jahrhundert ist zuweilen von der „Kapitulation des rein Musikalischen“ vor „Weltverhältnissen“ zu lesen, die sich mit „herkömmlichen“ musikalischen Mitteln „nicht mehr begreifen“ lassen. Im Gegensatz dazu kapituliert Adriana Hölszky jedoch vor der Unglaublichkeit des Stoffes nicht, sondern den Freiheitskampf Geesches wandelt sie um in eine „Befreiung des Klanges“ zur Verwirklichung präziser musikalischer Vorstellungen.
Die Komponistin Brunhilde Sonntag hält – 1987 – wesentliche Gedanken Hölszkys fest, die deren Kompositionsweise erahnen lassen: „[…] der Komponist (muss sich) in seinem disziplinierten und mühevollen Umgang mit dem [Klang]Material ein Instrumentarium schaffen, um die Vielfalt der zu berücksichtigenden Aspekte kontrollieren zu können.“ Und Hölszky betont, dass „intensives Denken intensives Fühlen nicht ausschließt“.
In Bremer Freiheit gibt es keine definierbaren menschlichen Gefühle, wie sie z. B. im barocken Affekten-Katalog musikalischer Leitfaden für die Oper sind, auch nicht „auf plane Verständlichkeit bedachtes Erzählen an einem Text entlang“, sondern die Komponistin entwickelt durch ungeahnte, immer wieder andere Klangstrukturen ein musikalisches „Chaos“, das mit den Bühnenaktionen verschmilzt. Es werden 9 Phasen dargestellt, welche sich (unterstützt durch Lichtregie) „scharf voneinander abheben“. Hölsky beherrscht das Chaos experimenteller stimmlicher und instrumentaler Arbeitsweisen, um durch diese „negativ aufwühlende Seite der Kunst“ […] die „Unsicherheit alles Menschlichen“ darzustellen. Es entsteht eine suggestive „zentrierende Kraft im Chaos“, die vergleichbar ist mit dem Netzwerk von Beziehungen der Atome in der Natur. Musikalische Konstante ist das regelmäßig wiederholte geistliche Lied Welt ade, ich bin dein müde, das bereits Johann Sebastian Bach in seiner Kantate Wer weiß, wie nahe mir mein Ende? (BWV 27) verarbeitet hatte.
Das „Orchester“ besteht aus permanent präsentem Schlagzeug, den Einzelinstrumenten Streicher und Bläser, Gesangsensemble aus den Mitwirkenden, an dem die Ermordeten weiter teilhaben, Sprechchor (dasselbe), Klavier, Akkordeon, Zymbal, Orgel.
Zusätzlich (Auswahl): Autohupe, Kuhglocke, Bratpfannen, Rasseln, Dachrinnenteile, Haarbürsten und Nägel um Saiten zu bearbeiten, Tonband-Zuspiel. Durch die Stimmen der Sänger (Ute Büchter-Römer: „Klangerzeugungsmöglichkeiten des Stimmapparats“) wird die Sprache „pulverisiert, atomisiert und mit dem Instrumentalklang verbunden“. So, wie die Sänger zusätzlich mit Geräuschinstrumenten agieren (z. B. kehrt Geesche die Wohnung mit einem Besen, an dem eine Rassel befestigt ist), beteiligen Instrumentalisten sich an der Sprache, z. B. mit Lachen, Schnaufen. Es kommt zur Auflösung der Grenze zwischen Vokal- und Instrumentalmusik.

## Handlung
Fassbinders Moritat von der Giftmischerin Gesche Gottfried

### Bremer „Freiheit“
In den neun Phasen der Oper werden Gesches unartikulierbare Lebensumstände einer Frau des 19. Jahrhunderts, und wie sie dagegen revoltiert, durch atemloses Chaos der musikalischen Klangmittel vergegenwärtigt:
Die Frau darf keine eigene sexuellen Wünsche haben – Der Wert der Frau besteht in ihrer Zuordnung zu einem Mann – Die Frau muss sich dem Mann unterwerfen – Die Frau darf nur mit dem Segen der Kirche lieben – Die Frau darf nicht allein ein Geschäft führen – Die Frau hat keine eigenen Meinungen und Überzeugungen zu vertreten – Die Frau darf sich den Mann, den sie liebt, nicht selbst aussuchen – Die Frau muss mit dem ihr zugeteilten Mann Kinder haben, mit dem, den sie begehrt, darf sie es nicht.

### Verlauf
Geesche wird von ihrem Mann und seinen Freunden – allesamt besoffen – gedemütigt, gequält und vergewaltigt. Danach stirbt ihr Mann unter grässlichen Bauchschmerzen. Seine Todesanzeige wird Geesche von ihrem Vater diktiert. Die Freunde kondolieren und Geesches Freund Gottfried zieht zu ihr. Geesches Mutter verflucht die Tochter, weil sie gottlos mit einem Mann zusammenlebt. Die Mutter stirbt. Geesches Kinder sind Gottfried zu laut und er will sich wieder eine eigene Wohnung suchen. Plötzlich sind die Kinder still. Der Vater sagt sich von seiner Hurentochter los. Als Geesche von Gottfried ein Kind erwartet, wird sie von ihm beschimpft. Da fühlt er sich sterbenselend. Kurz bevor er stirbt wird noch die Trauung vollzogen. Dem Pater beichtet Geesche, ihn vergiftet zu haben. Der Vater will sie mit seinem Neffen verheiraten. Geesche will das nicht. Vater und Neffe sterben. Geesche führt das Geschäft alleine, das gut geht. Zimmermann will das Geld, das er ihr geliehen hat, zurück. Er stirbt. Geesches Bruder Johann kehrt aus dem Krieg heim. Er will ihr einen Mann suchen und die Firma übernehmen. Aber der Mann ist noch nicht geboren, den Geesche im Herzen trägt. Johann stirbt. Luisa, Geesches Freundin ist zu Besuch, es ergeben sich konträre Meinungen über lebenswertes Leben. Geesche sagt ihr, sie habe sie vergiftet, sie hält das für einen Scherz. Sie stirbt wirklich. Endlich hat Rumpf kleine Kugeln im Kaffee entdeckt und untersuchen lassen. Jetzt ist es an Geesche, zu sterben.
Das Werk besteht aus einem Akt. Nach der 4. und vor der 9. Phase sind durchkomponierte, instrumentale „Pausen“ integriert.

## Rezensionen
- Marita Einemann: Singwerk mit grotesken Zügen. Bremer Freiheit von Adriana Hölszky. Neue Zeitschrift für Musik, September 1988, S. 41 u. 42.
- Simon Neubauer: Hölszky: Bremer Freiheit. Im Leichenschauhaus. In: Opernwelt, Februar 1995, S. 42, Theater Bremen 1994/95.
- Georg Friedrich Kühn: Todesdroge Mäusebutter, Berlin 2010
- Wolfgang Schreiber: Ein Panoptikum kalten Schreckens Deutschlandfunk Kultur 2013